# Porte Florian
La porte Florian (en allemand : Florianstor ; ancien nom allemand : Florianertor) est la dernière porte de ville conservée des remparts de Cracovie.

Construite au début du XIVe siècle, elle mesure 34,5 m de haut. Du côté du centre-ville, les artistes exposent leurs propres œuvres et des copies de tableaux célèbres dans une galerie permanente à ciel ouvert ; on y voit aussi un relief de Saint-Florian sur un des murs.

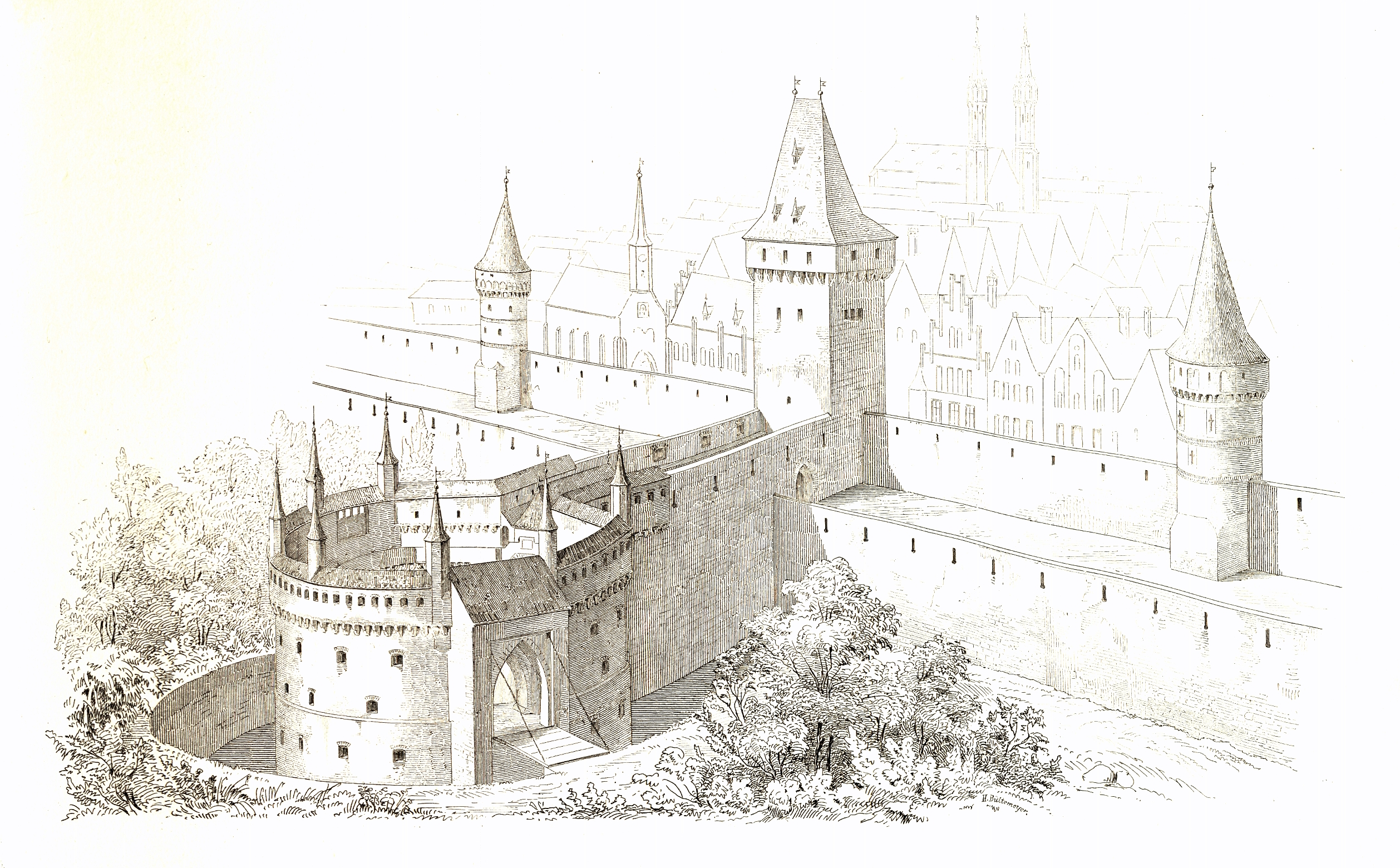
Vue générale médiévale avec la barbacane
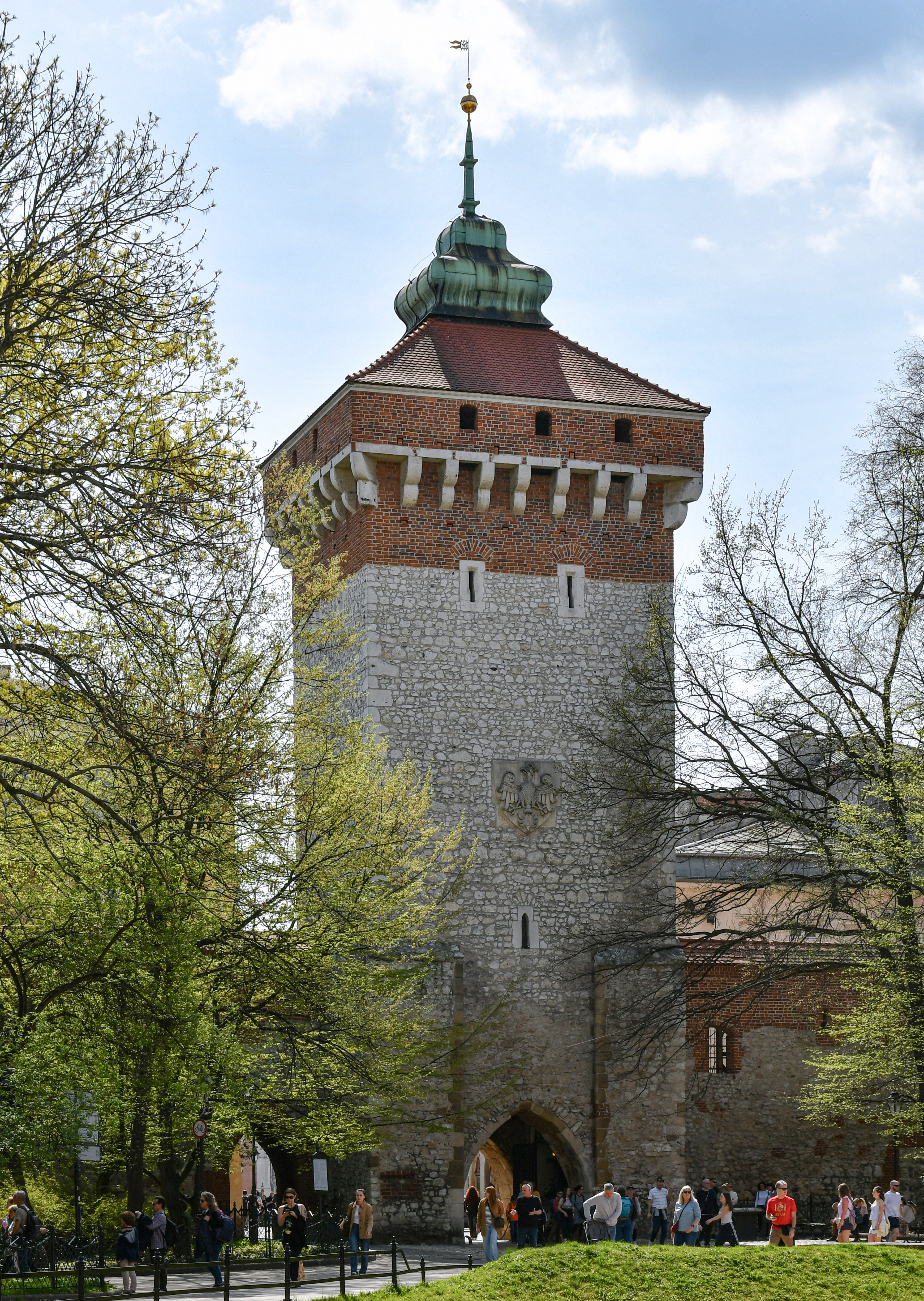
Le Florianstor avant la rénovation
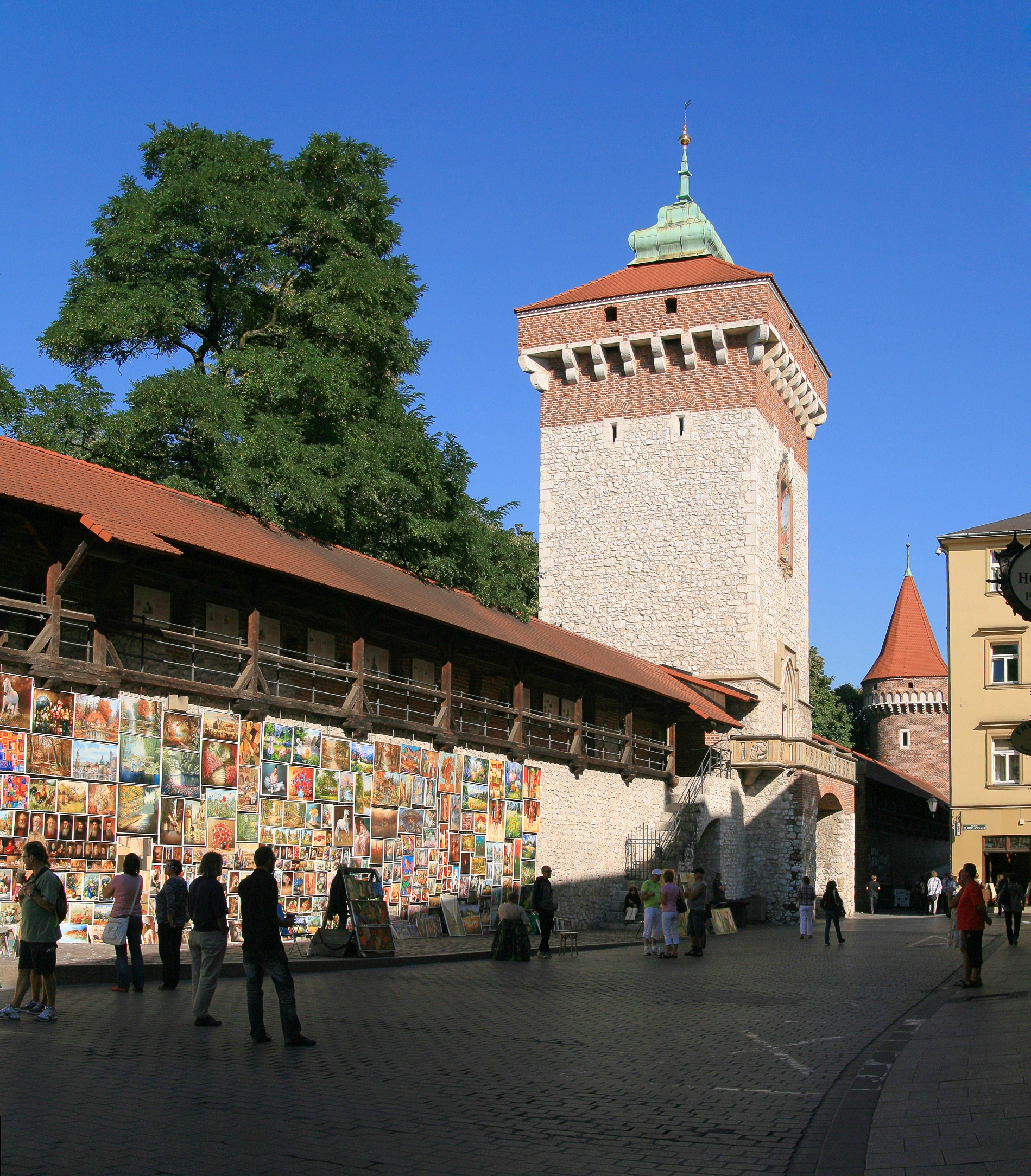
La porte Florian dans le mur de la ville
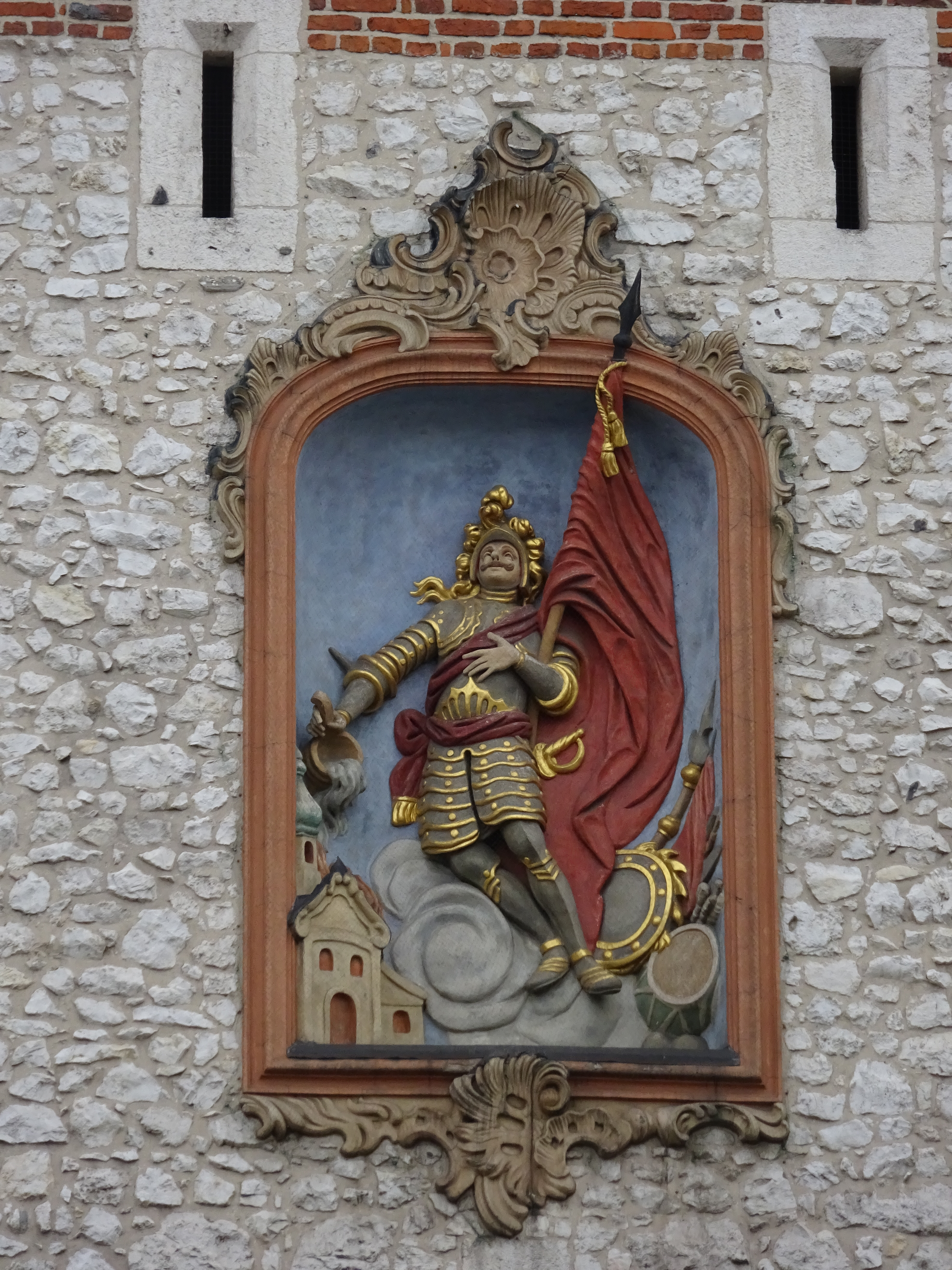
Relief Saint-Florian
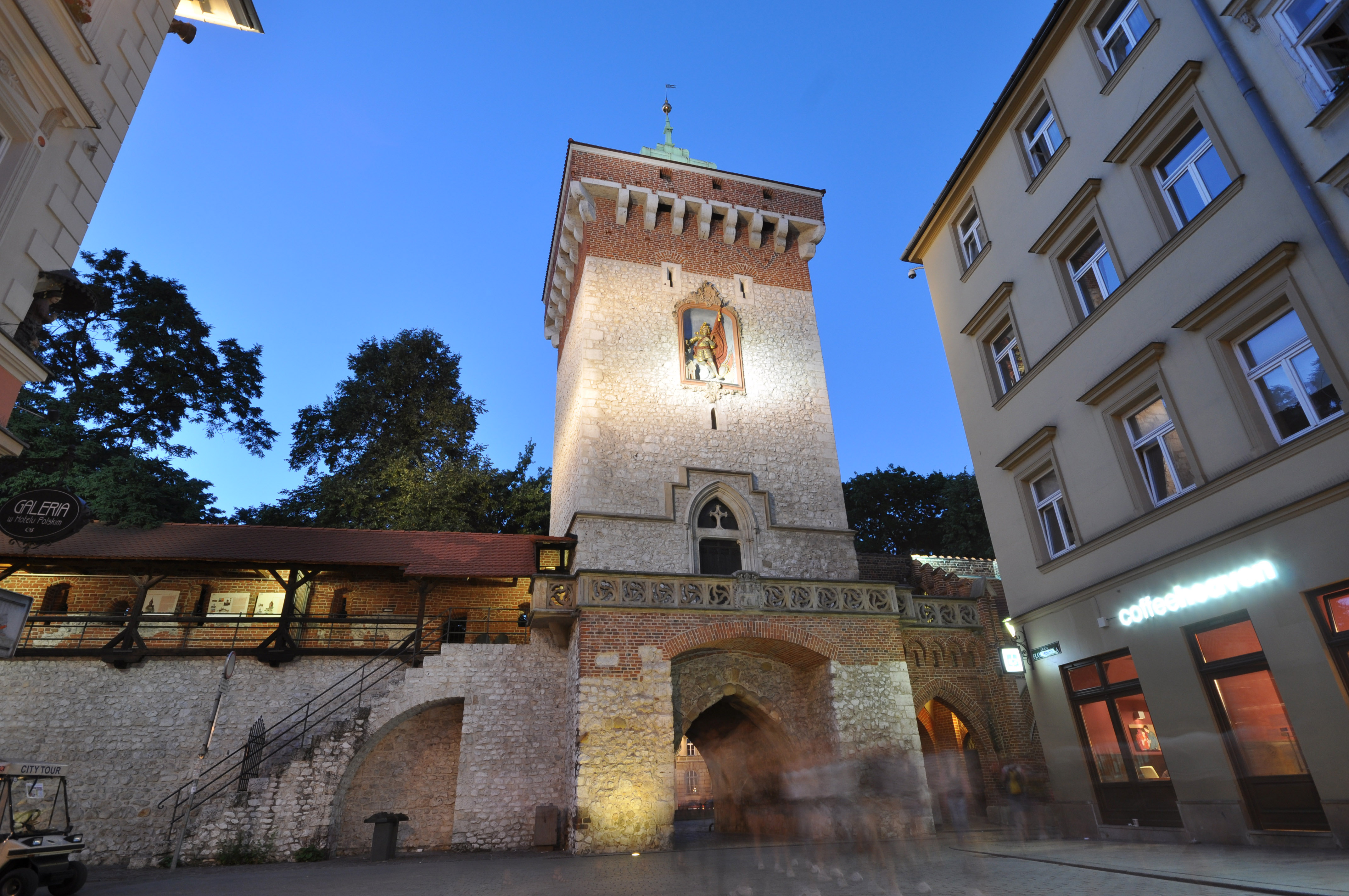
La porte Florian au crépuscule
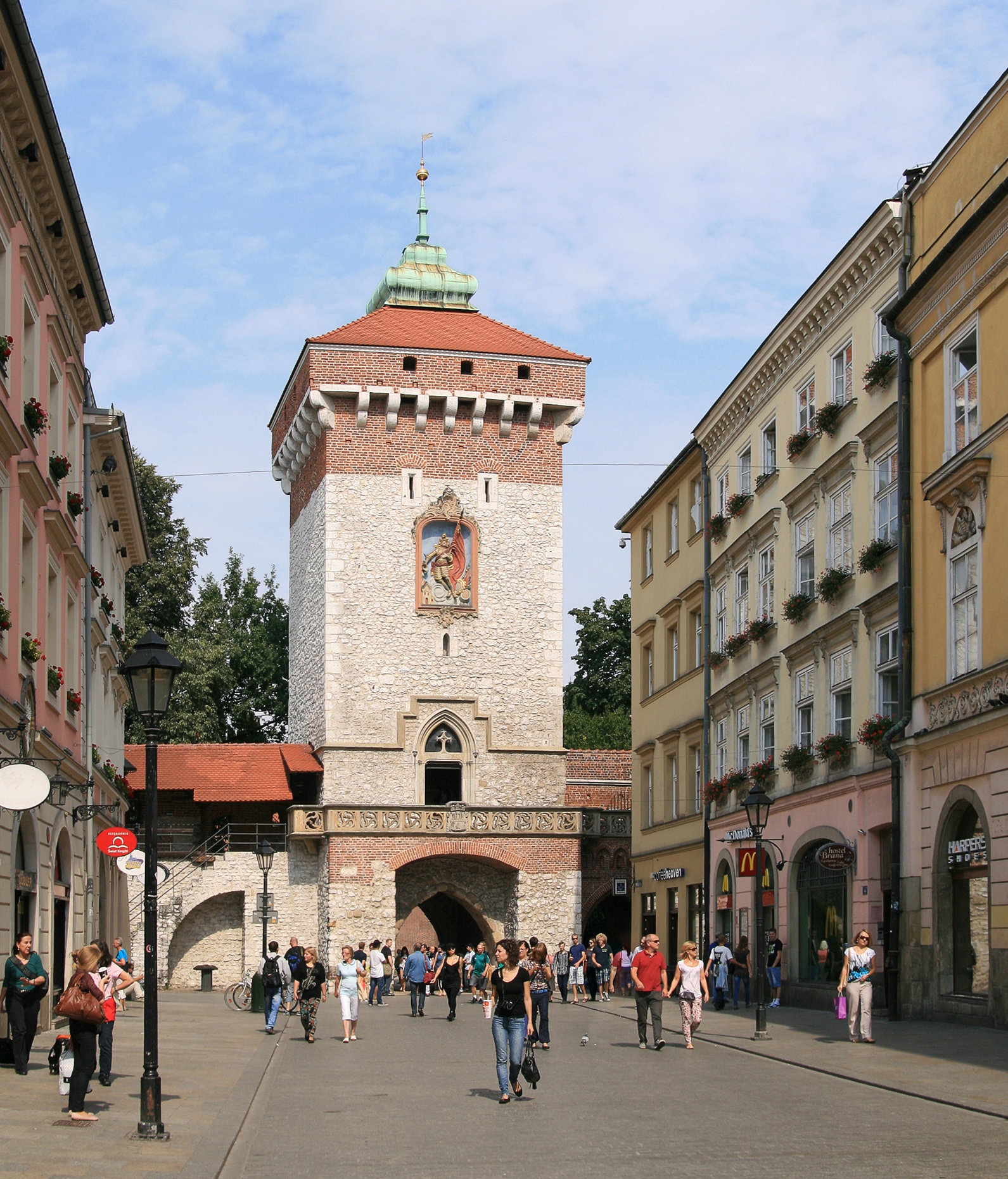
La porte Florian vue de la rue Florian